# Jimeta
Jimeta é uma cidade no Adamawa (estado), Nigéria. A população da cidade era 73.080 em 1991.A elevação de Jimeta é 135 m, e está ao longo do rio Benue.
Jimeta e nas proximidades de Yola, a capital do estado de Adamawa tem histórias interligadas, e, entre 1935 e 1955, foram unificados como uma cidade; Jimeta também serve como a porta de Yola e também contém o Aeroporto de Yola. Alguns se referem aos dois como "Jimeta Yola."
Em 17 de novembro de 2015, uma bomba explodiu em um mercado ao lado de uma estrada principal na cidade. A bomba matou 32 pessoas e foi atribuído a Boko Haram.